# Ryn (wieś)
Ryn – wieś w Polsce, położona w województwie warmińsko-mazurskim, w powiecie ostródzkim, w gminie Ostróda. Wchodzi w skład sołectwa Pietrzwałd. W latach 1975–1998 miejscowość należała administracyjnie do województwa olsztyńskiego.
Wieś powstała w XIV w., gdy Konrad During otrzymał 200 włók na których powstały wsie: Glądy, Durąg, Pancerzyn i Ryn.